# Phong trào Cách mạng Công dân
Phong trào Cách mạng Công dân (tiếng Tây Ban Nha: Movimiento Revolución Ciudadana) là một đảng chính trị cánh tả ở Ecuador được thành lập bởi những người ủng hộ cựu Tổng thống Rafael Correa, ly khai từ Liên minh PAIS cũ của Correa trong nhiệm kỳ tổng thống của Lenín Moreno. Đảng này lấy tên từ thuật ngữ được sử dụng để chỉ dự án xây dựng một xã hội xã hội chủ nghĩa ở Ecuador.

## Lịch sử
Đảng này hình thành từ đầu tháng 1 năm 2018, khi cựu Tổng thống Ecuador và lãnh đạo PAIS Rafael Correa rời đảng cầm quyền vì bất đồng với hướng đi mới của đảng dưới thời Lenín Moreno. Đảng được thành lập bởi Correa và một nhóm lớn những người đào ngũ PAIS cánh tả ngay sau khi Correa rời PAIS.
Đảng gặp khó khăn trong việc đăng ký chính thức, vì các cơ quan bầu cử của Ecuador đã từ chối việc đăng ký đảng và cho phép họ truy cập vào hệ thống thu thập chữ ký, vì họ tuyên bố đảng sử dụng các biểu tượng và khẩu hiệu của Liên minh PAIS. Các nhà lãnh đạo của phong trào sau đó đã cố gắng đăng ký đảng dưới cái tên "Phong trào Alfarist Cách mạng", được đặt theo tên của cựu Tổng thống Ecuador Eloy Alfaro, nhưng điều này cũng bị hội đồng bầu cử của Ecuador từ chối. Nhà cầm quyền của đảng đổ lỗi cho "định hướng chính trị" của chính phủ Lenín Moreno vì những lời từ chối này, cáo buộc họ tìm cách "ngăn chặn sự tham gia chính trị" của phong trào và các thành viên.

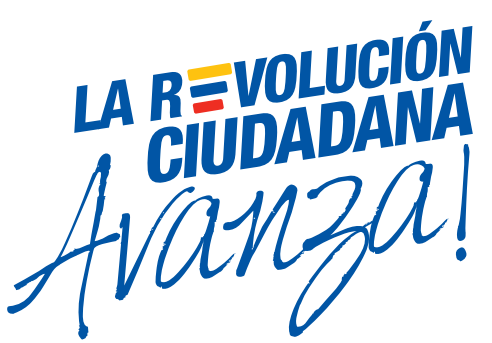
Logo được sử dụng bởi Cách mạng Công dân của Rafael Correa, phong trào giật gân đã truyền cảm hứng cho việc thành lập đảng.